# مغنولية كبيرة الأزهار
مغنولية كبيرة الأزهار  (الاسم العلمي: Magnolia grandiflora) هو نوع من النباتات يتبع جنس المغنولية من الفصيلة المغنولية.

## الوصف النباتي
الشجرة جميلة جداً ودائمة الخضرة ترتفع حتى 30م. ساقها منتصبة ذات قمة مستديرة. الأوراق متبادلة كاملة الحافة متطاولة إلى بيضاوية وسميكة وصلبة سطحها العلوي لامع والسفلي زغبي. تزهر الشجرة في الربيع وتستمر حتى أواخر أيار. الأزهار كاملة مفردة بيضاء اللون قطرها بين 15-20سم وذات رائحة عطرية محببة يستخرج منها العطور.

## البيئة والتأقلم
يتأثر نمو الشجرة بارتفاع وهبوط درجات الحرارة والشدة الضوئية، وتفضل المدى الحراري 32-35م المترافق مع سطوع ضوئي كافي.
تتحمل الشجرة المواقع المظللة وتحب الرطوبة الجوية المتوسطة لكونها تتعرض للأمراض عند زيادة الرطوبة عن 60%. لا تتحمل الرياح لكونها تسبب سقوط البراعم الزهرية وتحرم الشجرة مما يميزها بجمال أزهارها وتفضل الشجرة التربة الغنية بالمادة العضوية جيدة الصرف.